# Бенгальська кішка (домашня)
Бенгальська (англ. Bengal, BEN)  — рідкісна порода кішок, що виведена в результаті селекційної роботи.

## Історія
Виникла порода завдяки старанням студентки Жанни Міль, що жила в Аризоні й хотіла вивести породу домашніх кішок, зовні схожих на диких.
Родоначальниками породи є дика бенгальська кішка Felis Bengalensis (звідки порода й одержала свою назву) й американська короткошерста. Надалі в становленні породи брали участь кішки інших порід: єгипетські мау, бурмеси й різні кішки із забарвленням табі. Знадобилося майже 22 роки на те, щоб нова порода затвердилася. У 1990-91 pp. нова порода була допущена до участі в чемпіонатах.
Поступово порода набуває популярності. Представники породи завезені до Європи, але оскільки вони поки що там рідкісні, є одними з найдорожчих.

## Характер
Кішки бенгальської породи мають гармонійну статуру, дуже прив'язуються до господаря, постійно потребують людського товариства. Дуже активні й рухливі, люблять підійматися на плечі. А ще вони дуже люблять водні процедури, можуть навіть приймати душ разом із господарями. Кішка прекрасно задовольняється життям у квартирі, легко звикає до нового житла. Її не можна випускати гуляти самостійно, тому що є небезпека загубити тварину. Ці домашні улюбленці  дуже грайливі й високо стрибають, вони підкорять усі вершини у вашому будинку. При нагоді стараються вполювати все, що рухається. Вони часто при полюванні або іграх видають хижі звуки, які не вміють видавати звичайні домашні коти. Дуже розумні, якщо є бажання можна навчити грати у хованки та багато іншим речам.
Ці кішки дуже сміливі, вміють захищати свою територію.

## Розмноження
Кошенят приносить раз на рік. Спарювати краще на території кота, бо кішка дуже захищає свою територію. Досить часто кішка навіть спочатку може бути трохи агресивною до кота і не підпускати до себе навіть на його території. Але через кілька годин, інколи наступного дня вони починають гратися і бути більш дружніми.
Вагітність проходить так само як у всіх інших кішок 58-65 днів. Ці кішки дуже гарно виховують своїх кошенят і багато чому їх навчають. Кошенята дуже активні, грайливі і люблять бігати. Періоди ігор чергуються з періодами сну кілька разів на день. Досить часто кішка сама може приносити хазяїну іграшки, щоб той погрався з кошенятами.

## Зовнішній вигляд
Кішки бенгальської породи — тварини важкі, від середніх до великих розмірів. Коти важать 5-6 кг, кішки — 3-4 кг. Тіло довге, гнучке, з добре розвиненою м'язовою системою. Кінцівки міцні, мускулясті. Задні кінцівки трохи довші, ніж передні, що надає стрімкості ході. Хвіст товстий, досить довгий, тоншає до кінчика. Кінчик хвоста заокруглений і чорний.
Голова невелика (менша, ніж в американської короткошерстої), не дуже широка, довга, але не звужується до кінця морди. У профіль помітний легкий нахил від верхівки до чола й від чола до носа. Ніс міцний і широкий. Вуха короткі, маленькі, широкі біля основи, з округленими кінцями, направлені вперед. Кінчики вух темніші. Шия довга, товста й сильна.
Хутро коротке, густе, м'яке й блискуче. У кошенят воно може бути довшим. Морда у кошенят видовжується коли вони підростають.

### Забарвлення
Забарвлення коричневе, сніжне (сріблясте), блакитне з малюнком табі: або плямистим, або мармуровим. Найпоширенішим є коричневе плямисте забарвлення. Колір очей у коричневих кішок золотавий.

## Особливості породи
- Соціальні та активні. Готуйтеся до щоденних марафонів по квартирі. Лінивий диванний відпочинок? Ні, це не про бенгалів.
- Дуже розумні. Вони швидко навчаються трюків, люблять інтерактивні ігри і можуть навчитися відкривати двері. Так, включаючи холодильник.
- Досить голосисті. Вони люблять "розмовляти", тому якщо вам потрібна тиша — краще оберіть іншу породу.
- Люблять воду. Вони із задоволенням будуть пити воду з крана, приймати з вами душ або ванну, а також грати з водою кожен раз коли випаде можливість.
- Норовливий характер. Якщо бенгал бачить, як людина відчиняє двері, де ховає його ласощі та іграшки, він самостійно здобуде собі необхідне).Волелюбні, не зможуть терпіти довгі обійми.[1]

## Світлини

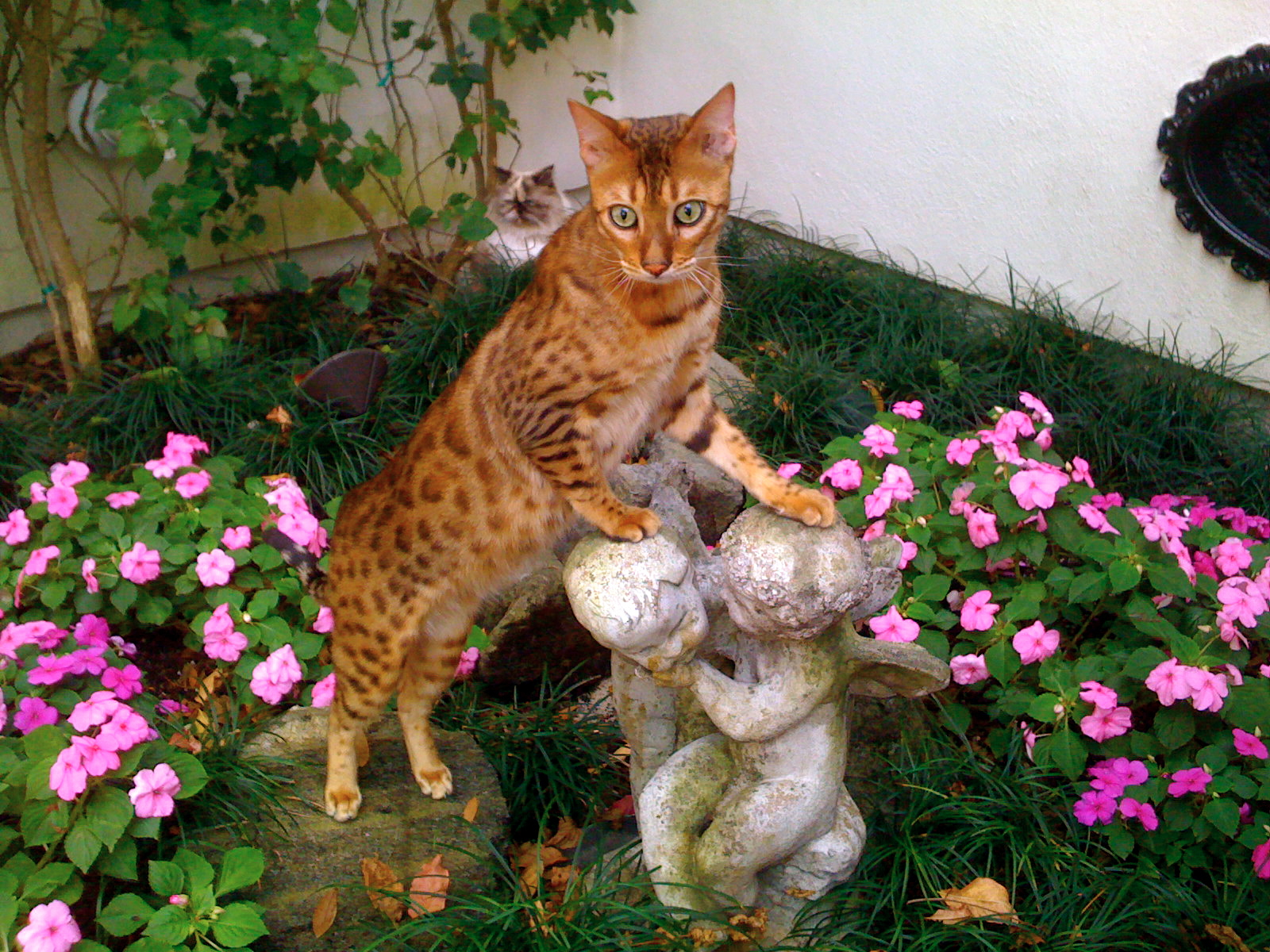
Кішка у садку
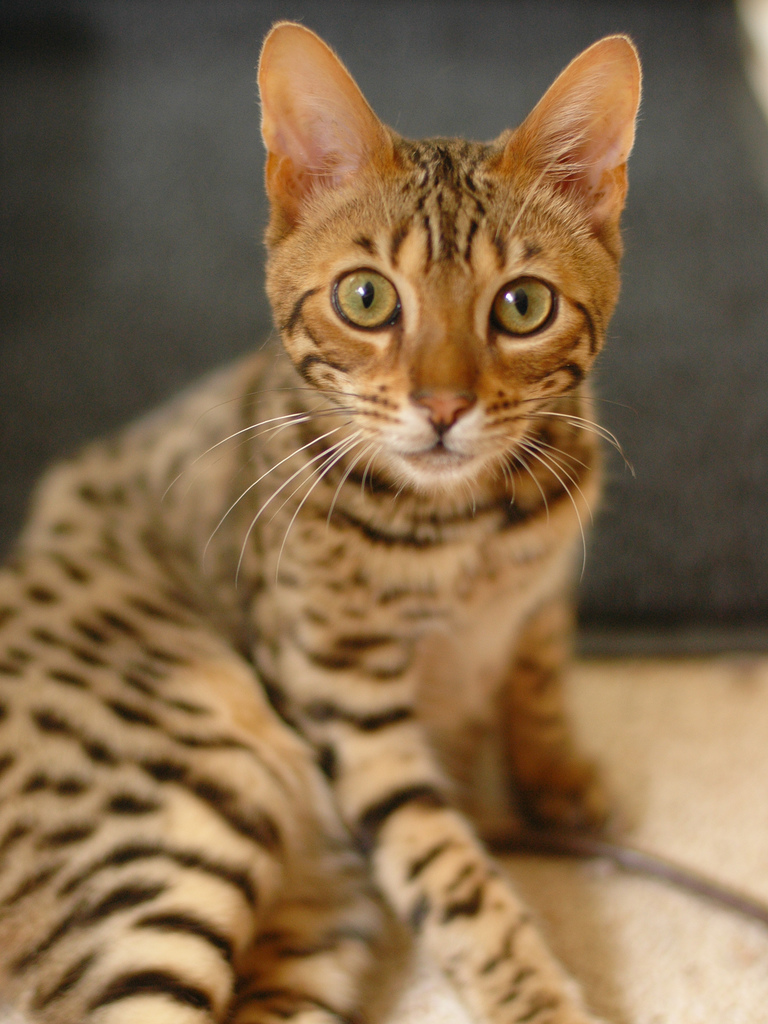
Молода кішка
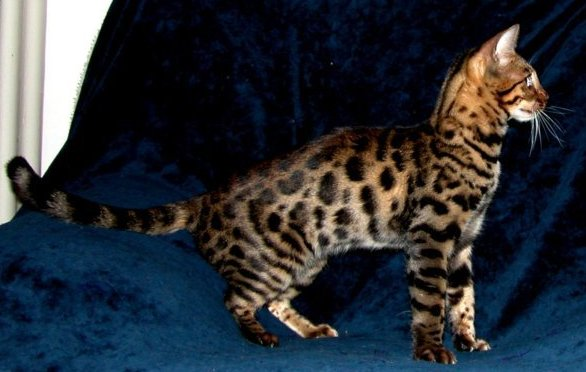
Кішка у профіль
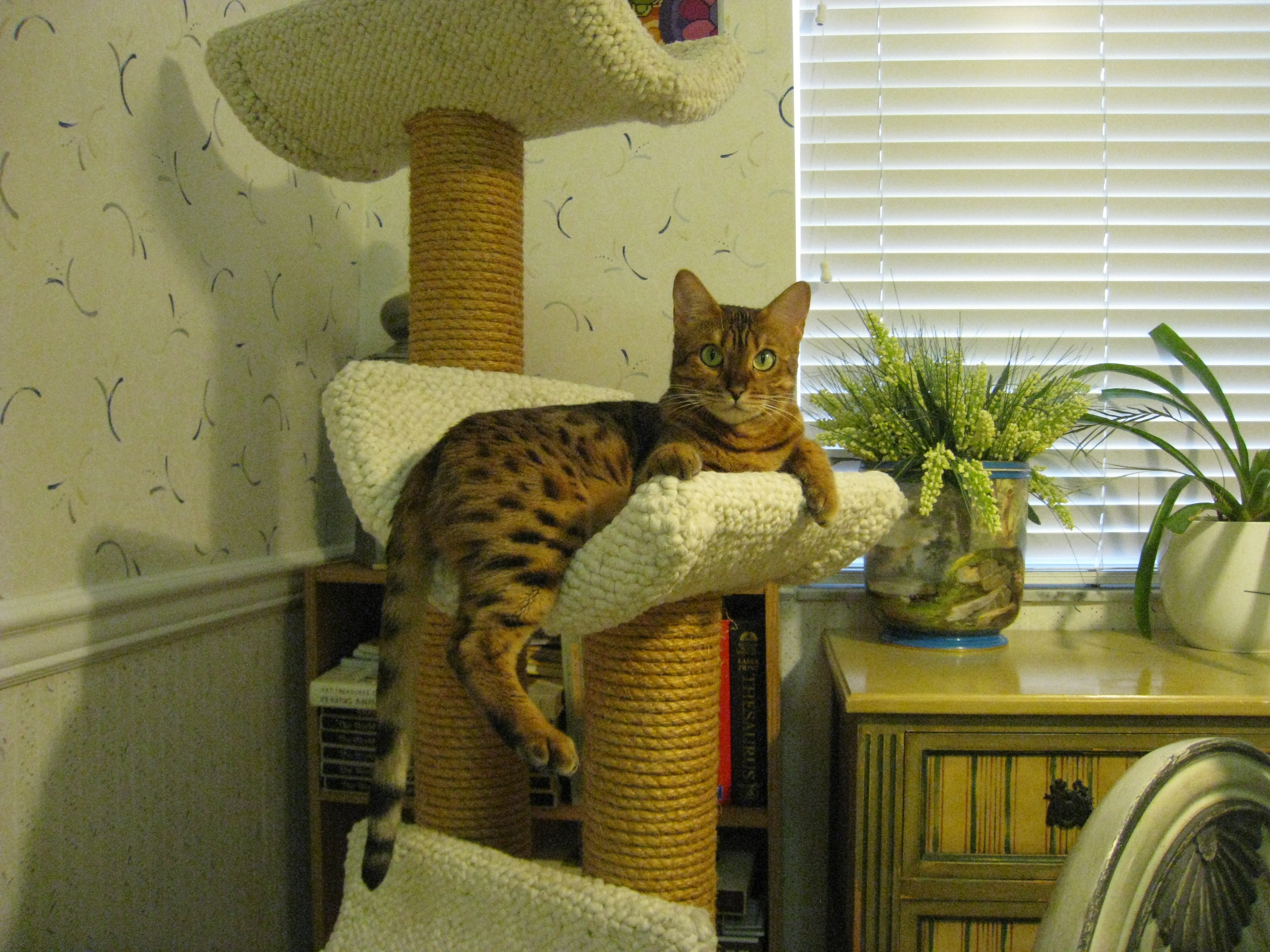
Кіт у котячому будиночку
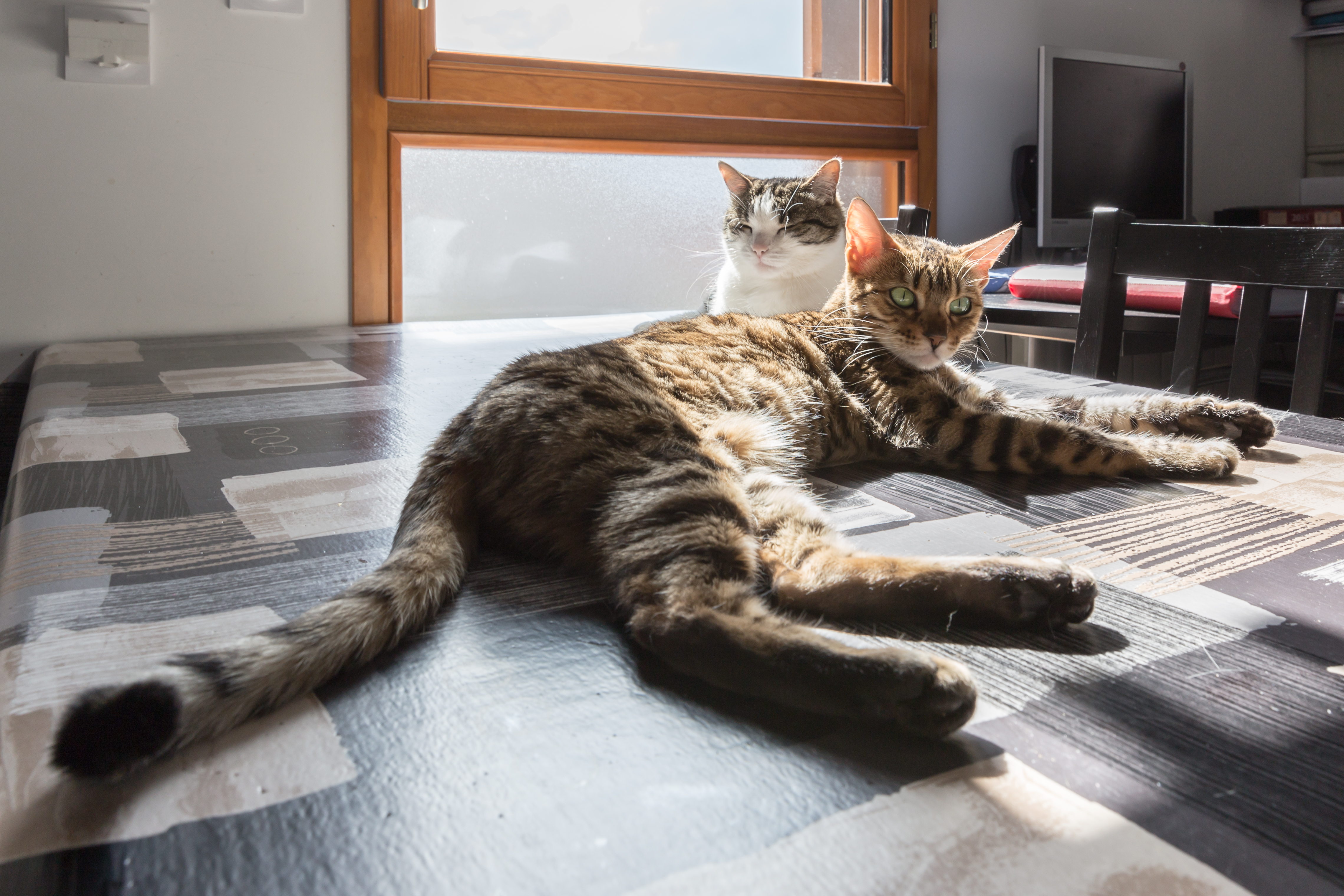
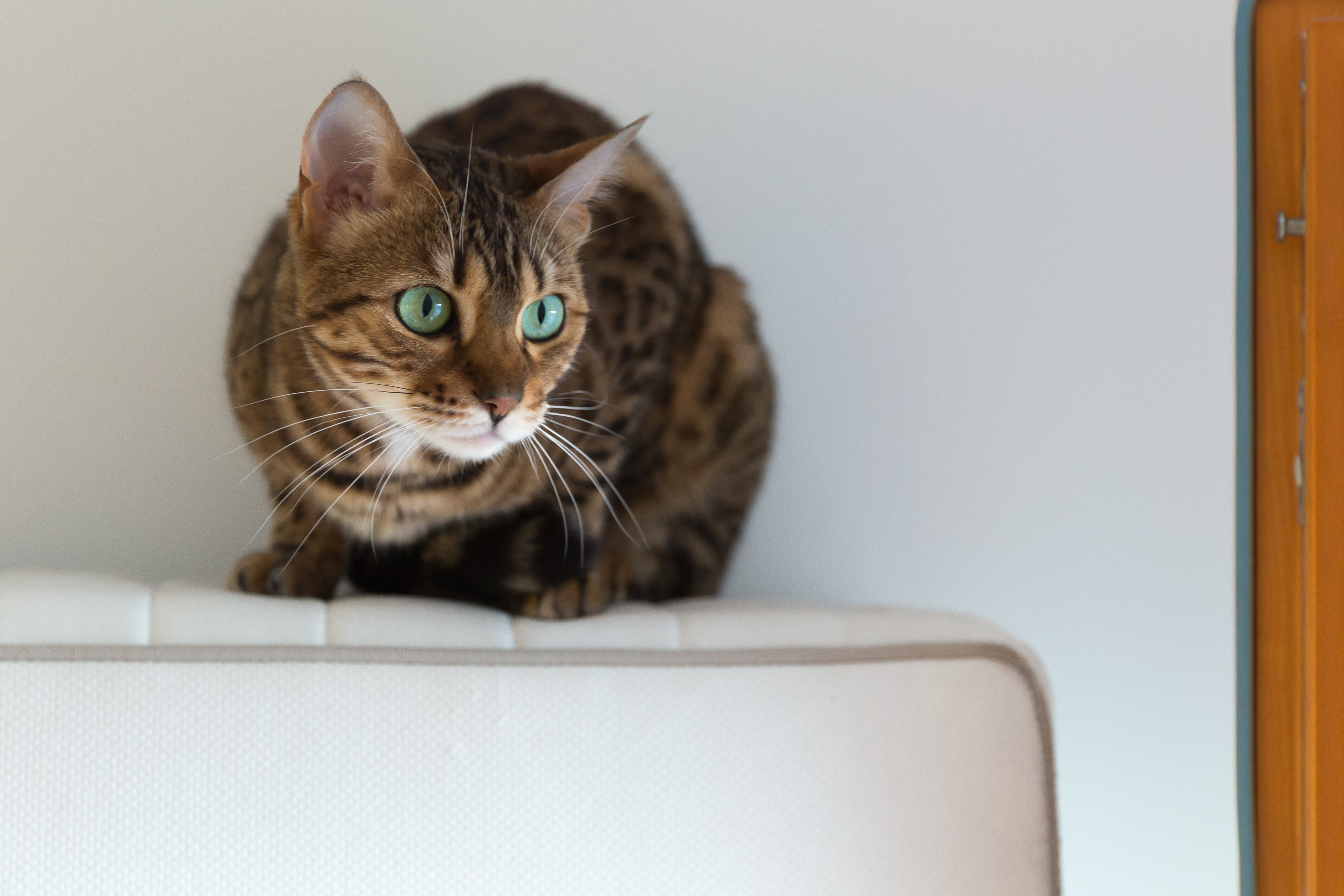
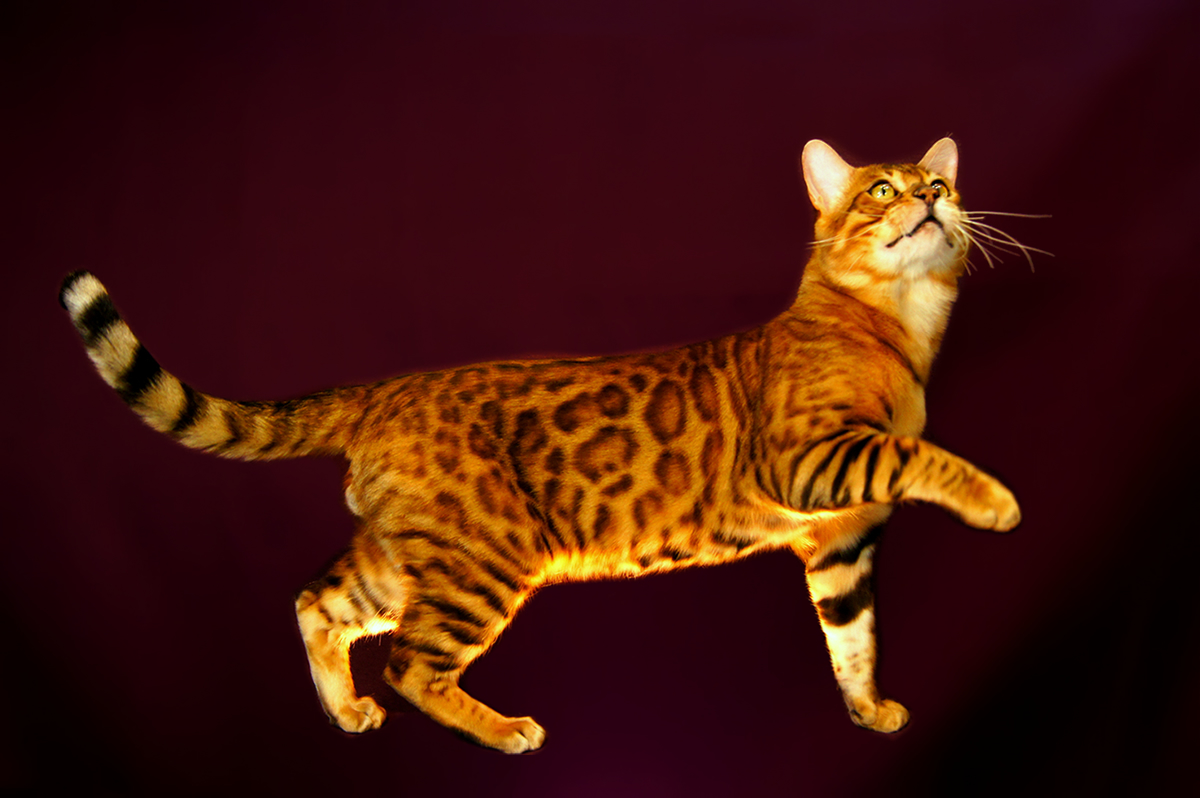